# Инкассатор (фильм, 2004)
«Инкасса́тор» (фр. Le Convoyeur) — французский художественный фильм 2004 года режиссёра Николя Букриефф.

## Сюжет
Александр Демар (Альбер Дюпонтель) устраивается на работу в небольшую инкассаторскую компанию, переживающую нелёгкие времена. За последний год в трёх отчаянных ограблениях не выжил ни один из инкассаторов, и теперь сотрудники компании каждый день ждут нового нападения.
Судя по тому как проходят ограбления, становится ясно, что среди сотрудников этой инкассаторской фирмы есть «крот», который передаёт преступникам внутреннюю информацию о перевозимых суммах, маршрутах и количестве охраны.
Внутри небольшого коллектива перевозчиков денег поселилась нервозность и чувство взаимного недоверия. Кто этот предатель, не щадящий своих коллег? И кто будет следующей жертвой в новом ограблении?
Однако, молчаливый и странный Демар всегда сохраняет спокойствие. Он погружён в себя. Кажется, что его совсем не волнует то, чем живёт маленький коллектив инкассаторов, и то, о чём постоянно думают и переговаривают между собой перевозчики денег. При этом режиссёр даёт понять, что на новое место работы Александр Демар пришёл не ради зарплаты, у него есть определённая, никому не известная цель.
Вскоре зритель узнаёт, что не так давно новый инкассатор потерял сына и получил ранение в голову, случайно став свидетелем одного из ограблений. После этого главный герой бросил высокооплачиваемую работу, порвал с прежними связями, всё окружающее перестало представлять для него какой-либо интерес.
Никто из новых коллег не знает этих фактов из прошлого Александра, да он и сам никому о них не рассказывает. Теперь единственный смысл его новой жизни, то ради чего он пошёл в инкассаторы — это дождаться очередного ограбления неуловимых налётчиков и расквитаться с ними по максимально кровавой цене…

## В ролях
| Актёр            | Роль                     |
| ---------------- | ------------------------ |
| Альбер Дюпонтель | Александр Демар          |
| Жан Дюжарден     | Жак Мазар, «Джек-пот»    |
| Клод Перон       | Николь                   |
| Ор Атика         | горничная Изабель        |
| Франсуа Берлеан  | Бернар                   |
| Жюльен Буаселье  | Франсис Батт, «Ласковый» |
| Филипп Лоденбак  | Мишель Пуатрено, «Мумия» |
| Сами Зитуни      | Карим                    |

## Ремейк
В октябре 2019 года было объявлено, что Гай Ричи напишет сценарий и срежиссирует англоязычный ремейк этого фильма с Джейсоном Стейтемом в главной роли. В апреле 2021 года состоялась премьера этой картины, получившей название «Гнев человеческий». 